# Jaroslav Štěpánek (autobusový dopravce)

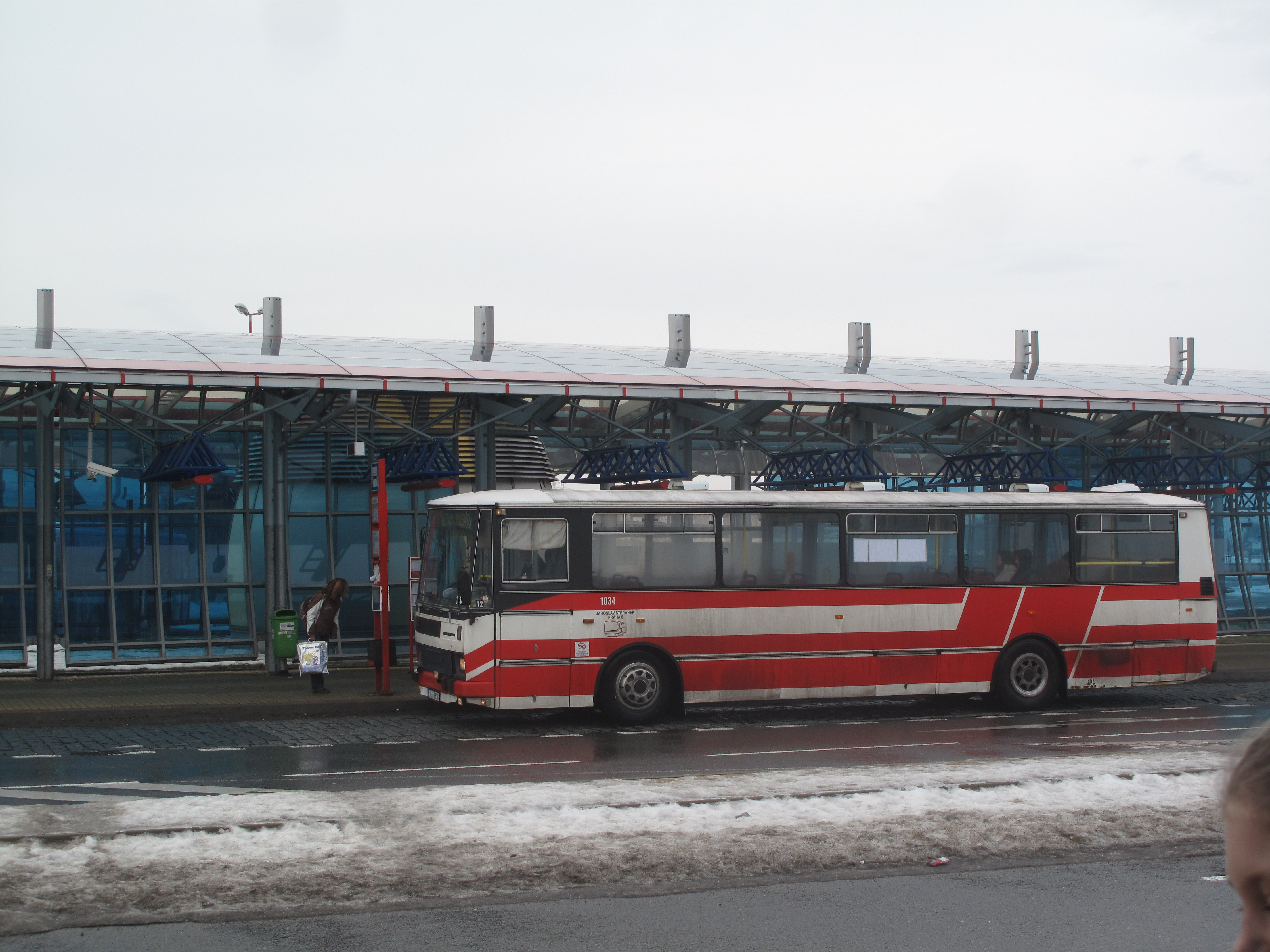
Autobus Karosa B 732 Jaroslava Štěpánka na lince 110 v terminálu v Letňanech, leden 2011

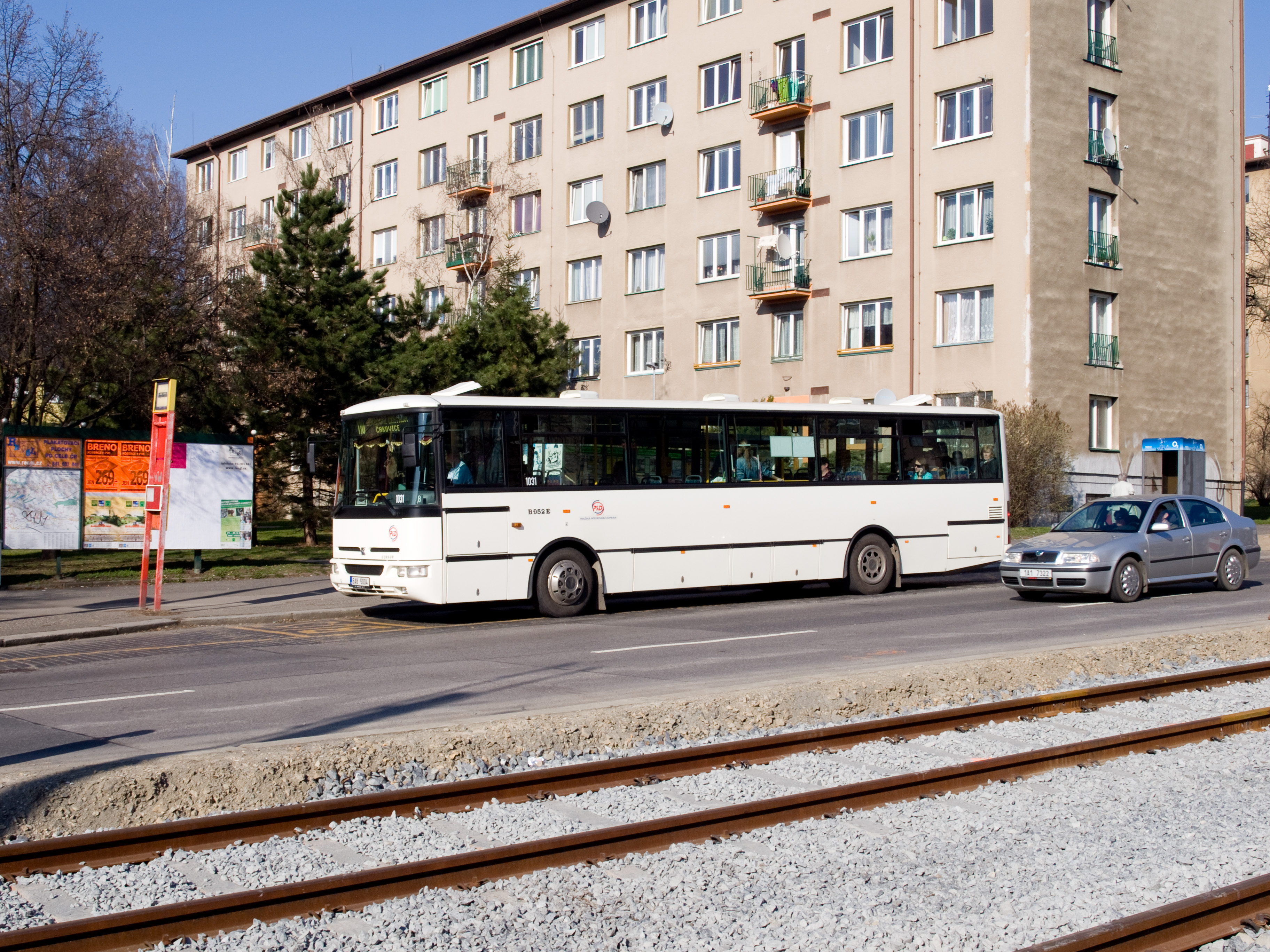
Autobus Karosa B 952 E na lince 110 v Hloubětíně, březen 2010

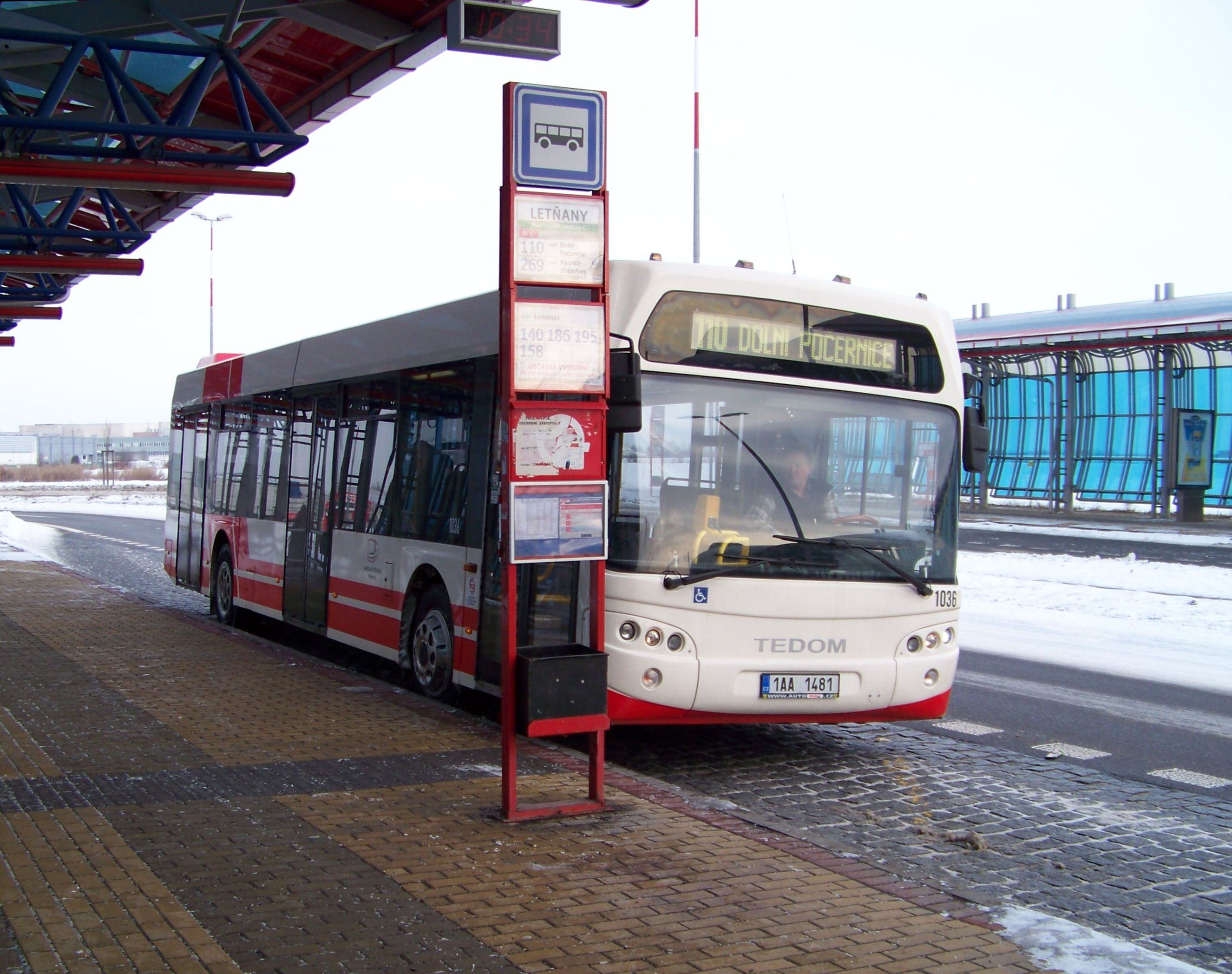
Autobus Tedom Kronos 123D na lince 110 v Letňanech, prosinec 2010

Jaroslav Štěpánek (* 14. října 1947) byl pražský autobusový dopravce. Působil jako živnostník (soukromá osoba) a patřil mezi nejdlouhodobější soukromé dopravce v Pražské integrované dopravě, pro niž měl vyhrazeno 16 autobusů a v níž se na autobusových výkonech podílel ve více než 1 %. Provozoval i dvě dálkové linky převážně rekreačního charakteru.
Úplně naposledy dopravce v rámci Pražské integrované dopravy do provozu zasáhl po půlnoci na 1. února 2024, kdy v 0:35 definitivně poslední cestující v zastávce Za Horou vystoupili z autobusu ev. č. 1546 na oběhu 171/9 a přes 30 let trvající angažmá dopravce na linkách PID se uzavřelo.

## Sídlo a provozovna
První živnostenské oprávnění pro nepravidelnou osobní hromadnou veřejnou silniční dopravu získal 21. října 1992, od 16. května 1994 bylo rozšířeno i o pravidelnou dopravu.
Sídlo má na adrese svého bydliště Palmovka 889/5, technickou základnu pro běžné ošetření vozidel měl v roce 2000 v Čakovicích a větší opravy si nechává provádět dodavatelsky specializovanými firmami.
Provozovnu měl od 9. září 2002 do 31. července 2004 nahlášenou na adrese Jiřího ze Vtelna 1772 (zřejmě chybně, tato adresa neexistuje a dané hornopočernické popisné číslo přísluší rodinnému domku zcela jinde), od 20. srpna 2005 na adrese Jiřího ze Vtelna 1731/11 v průmyslové zóně areálu Pragorent v Horních Počernicích (asi půl kilometru východně od provozovny dopravce Stenbus), tam uvádí i svou korespondenční adresu.
Plynový autobus TEDOM dopravce tankoval v plnicí stanici v areálu společnosti Pražské služby v Praze 9, dokud ho v roce 2014 neprodal.

## Autobusová doprava
V pražské městské hromadné dopravě začínal v roce 1992 ve spolupráci s dopravcem Konečným a jako subdodavatel FEDOSu, který v té době jako subdodavatel jezdil na linkách Dopravního podniku hl. m. Prahy č. 155, 221, 222 a 223. Od 30. srpna 1993 zajišťoval 5. pořadí na lince 110 (na dalších pořadích jezdili dopravci Berka, Koch, Konečný
Nepraš a Šlechta).
V roce 1995, tedy v reakci na nový zákon o silniční dopravě, který liberalizoval veřejnou autobusovou dopravu, získal licenci na linku 110 (tehdy v trase Dolní Počernice – Za Avií) a provozoval ji do 31. ledna 2024 (od 15. října 2016 v trase Třeboradice – Teplárna Třeboradice – Obchodní centrum Čakovice – Letňany – Hloubětín – Hostavice – Dolní Počernice, všechny spoje jezdí v úseku Dolní Počernice – Obchodní centrum Čakovice, některé vybrané pak přes Teplárnu Třeboradice do Třeboradic). Též provozoval školní linku 408, v roce 2000 přečíslovanou na 557 (původně v trase Hostavice – Škola Kyje v podstatě jako zkrácený spoj linky 110, od 1. září 2005 prodloužena na obou koncích do trasy Dolní Počernice – Černý Most, 2014 zrušena).
Od zřízení 24. září 2000 provozoval i příměstskou linku 386, která byla k 30. srpnu 2008 zrušena, náhradou převzal od 30. srpna 2008 po firmách Hotliner a Veolia Transport Praha regionální linku 302 (Praha, Palmovka – Přezletice, od 9. prosince 2012 prodloužena do nového obratiště, které bylo od 3. března 2013 přejmenováno na Přezletice,,Kocanda, o víkendu a ve večerních hodinách jezdí jen z Letňan), jelikož si obec Přezletice vyžádala všechny spoje z Prahy bezbariérové, vydala v 2014 společně s ROPIDem výběrové řízení, při kterém Štěpánek linku ztratil (převedeno na About Me, které nabídlo nejnižší cenu za kilometr).
Podle výroční zprávy organizace ROPID za rok 2011 byl podíl dopravce Jaroslava Štěpánka na autobusových výkonech v rámci celé PID 1,07 %. Za 1. čtvrtletí roku 2013 byl jeho podíl 1,09 %.
Do 1. 8. 2015 provozoval dopravce i dálkové linky:
- 150101 Praha – Jablonné v Podještědí. Linka jezdí nejméně od roku 2003.[16] V roce 2013 jezdilo po jednom páru spojů v sobotu a v neděli.[18] Linka není zařazena do systému IDOL.
- 133107 Praha – Tábor – Třeboň – Chlum u Třeboně / České Budějovice – Český Krumlov – Kaplice – Lipno nad Vltavou. Linka byla zřízena od 10. října 2005 a nahradila linku 133105 dopravce FEDOS.[16] V roce 2013 jezdila v rozsahu pár prázdninových sobotních spojů do/z Lipna, sezonní pár sobotních a celoroční pár nedělních spojů do/z Krumlova, celoroční pár pátečních a pár nedělních spojů do/z Kaplice, o letních prázdninách pár sobotních a pár nedělních spojů do/z Chlumu u Třeboně.[18]

Dopravce provozuje i zájezdovou a smluvní dopravu pro různé objednatele.
Sám Jaroslav Štěpánek se dopravě věnoval celý život, v současnosti mu s firmou pomáhá jeho syn Radek.
Od 1. prosince roku 2019 přišel o linky 110 a 257, které získalo ČSAD Střední Čechy, neboť do jarních výběrových řízení na provozování městských linek se totiž nemohly hlásit soukromé osoby, čímž byl dopravce postaven mimo hru. Dopravce ČSAD Střední Čechy, jakožto držitel obchodní licence pro tyto linky, si ovšem Jaroslava Štěpánka vybral jako výhradního subdodavatele pro tyto linky, a tak Jaroslav Štěpánek mohl v působení na těchto linkách pokračovat, i když už pouze jako subdodavatel.
Definitivní konec dopravce v rámci Pražské integrované dopravy nastalo dne 31. ledna 2024, kdy dopravce ukončil působení v PIDu. Pro dopravce ČSAD Střední Čechy jezdí nyní na lince 110 jako subdodavatel dopravce ARANEA.

## Hodnocení kvality v PID
V prvním ROPIDem zveřejněném hodnocení standardů kvality, za 1. čtvrtletí 2011, byl zařazen spolu se 4 dalšími dopravci do 3. stupně hodnocení, dopravci s průměrnou kvalitou. Horšího stupně hodnocení dosáhl jen jeden dopravce (Veolia Transport Praha), 7 dopravců bylo v lepších stupních hodnocení. V celoročním hodnocení za rok 2011 dosáhl již 2. stupně (dopravci s vyšší kvalitou). Ani v jednom čtvrtletí nesplnil standardy týkající se stáří vozidel, přesnosti provozu, informování na zastávkách, několikrát nesplnil standard informování ve vozidlech, funkčnost odbavovacích zařízení a ústrojové kázně.
V hodnocení za rok 2012 se již umístil v nejlepší kategorii hodnocení, tedy mezi dopravce s vysokou kvalitou, jichž bylo 8, zatímco 5 dopravců bylo hodnoceno nižšími stupni (ve čtvrtletních hodnoceních však v prvních třech čtvrtletích dosáhl jen druhého stupně, dopravci s vyšší kvalitou, a teprve v posledním čtvrtletí dosáhl nejlepšího stupně). V celoročním hodnocení nenaplnil standardy v oblasti stáří vozidel, informování ve vozidlech a informování na zastávkách. V některých čtvrtletích nenaplnil standardy ústrojové kázně, funkčnosti odbavovacích zařízení či garance bezbariérových spojů.
V hodnocení ROPIDu za 1. čtvrtletí 2013 se ze 13 dopravců zařadil mezi 6 dopravců hodnocených v nejlepší kategorii, dopravci s vysokou kvalitou. Standardy nenaplnil v kritériích týkajících se stáří vozidel a podílu nízkopodlažních vozidel a standardu informování ve vozidlech.
Ve 3. čtvrtletí roku 2016 nesplnil standardy bezbariérovost vozidel, funkčnost odbavovacích zařízení, informování ve vozidlech, přesnost provozu, ústrojovou kázeň, čistotu a stáří vozidel. Podíl nízkopodlažních vozidel ve vozovém parku dopravce činil 53,3 %, podíl vozidel ve vozovém parku mladších 12 let činil 60 %, čímž Jaroslav Štěpánek těsně splnil úroveň náročnosti. Průměrné stáří jeho vozidel činilo 12,4 roku, čím o 3,4 roku nesplnil úroveň náročnosti.

## Vozový park
V roce 2000 dopravce disponoval 12 autobusy, a to 9 vozy typu Karosa C 734, dvěma Karosa B 732 a jedním Karosa B 731, z toho 5 autobusů bylo po generální opravě; průměrné stáří vozů v červnu 2000 bylo 6,7 roku.
V roce 2013 tvoří vozový park pro PID 21 vozů, a to 1 vůz Karosa C 734, 3 vozy Karosa B 731, 6 vozů Karosa B 732, 1 vůz Karosa B 931, 1 vůz Karosa B 952 E, 2 vozy Karosa C 934 E, 1 vůz Karosa Citybus 12M, 1 prototypový vůz Iveco Crossway LE 12M, 1 vůz Irisbus Citelis 12M, 2 vozy Mercedes-Benz O 530 Citaro, 1 vůz Tedom 123 D, 1 vůz Tedom C 12 G. Oba své autobusy TEDOM, plynový i dieselový, představil 22. března 2010 na prezentaci soukromých autobusových dopravců PID v Letňanech. 18. ledna 2012 rozšířil dopravce počet svých nízkopodlažních vozů ze 3 (2 Tedomy a 1 Citaro) na 6 zařazením nových vozů Iveco Crossway LE (ev. č. 1027), Mercedes-Benz Citaro (ev. č. 1028) a Irisbus Citelis 12M (ev. č. 1029).
Evidenční čísla vozů v PID jsou z rozmezí 1022–1045.
V 1. čtvrtletí 2013 bylo mezi jeho vozidly pro PID bezbariérových 31,8 %. Pouze 31,8 % vozidel bylo mladších 12 let, čímž byl (po Vlastimilu Slezákovi) druhý nejhorší ze 13 autobusových dopravců v PID a zdaleka nedosáhl požadovaného standardu 60 %. Průměrné stáří provozovaných vozidel bylo 13,5 %, což se téměř rovnalo nejhoršímu Vlastimilu Slezákovi a značně to překročilo požadovaný standard průměrného stáří 9 let. Vykázal dokonce 3 vozidla starší 20 let, která standardy PID vylučují.
Ve 2. čtvrtletí roku 2017 dopravce Štěpánek provozuje celkem 17 autobusů, z toho 16 vozů je používáno do Pražské integrované dopravy. Podíl bezbariérových autobusů v jeho vozovém parku tvoří 63 %. V rámci standardů kvality patří dopravce do skupiny s vyšší poskytovanou kvalitou.
Mimo rámec PID vlastní dopravce například autobusy Karosa C 955 Récréo, Mercedes-Benz Intouro nebo Setra S 416 GT-HD, poslední jmenovaný vůz pronajímá firmě Majaagency, kterou vede jeho syn Marek. Ostatní dálkové autobusy, které Jaroslav Štěpánek vlastnil, předal opět svému synu Markovi.